# Virola surinamensis
Virola surinamensis là một loài thực vật có hoa trong họ Myristicaceae. Loài này được (Rol. ex Rottb.) Warb. miêu tả khoa học đầu tiên năm 1897.